# Princípio de Pigou-Dalton
O Princípio de Dalton-Pigou (PDP), em  economia, define a desigualdade de renda a partir do bem-estar dos indivíduos. Afirma que uma transferência de renda de um indivíduo mais rico para um indivíduo mais pobre, desde que essa transferência não inverta a posição social entre os dois, resulta em uma maior bem-estar e igualdade social.
Seu nome faz referência a dois economistas ingleses: Edward Hugh John Neale Dalton, Barão de Dalton, que desenvolveu o princípio, e Arthur Cecil Pigou, que o sugeriu a ideia. Dalton propôs a teoria de uma relação funcional positiva entre renda e bem-estar social, concluindo que o bem-estar social cresce a uma razão exponencialmente decrescente em relação ao crescimento da renda, o que leva à conclusão de que o máximo bem-estar social só é atingido quando todas as rendas são iguais.

## Histórico e contexto
O estudo sistemático de medidas da desigualdade remonta pelo menos a autores como Lorenz (1905), Gini (1912, 1921), Pigou (1912) e Dalton (1920), mas sua análise moderna e axiomática pode ser considerada a partir de Atkinson (1970) e Sen (1973).
Nessa linha de pesquisa, maior desigualdade é frequentemente associada a menor bem-estar social, de modo que este projeto pode ser interpretado como a busca por uma função de bem-estar social bem-comportada em um domínio restrito. Existem várias maneiras de estabelecer essa ligação, sendo a abordagem utilitarista a mais disseminada, presumindo que os indivíduos compartilham uma função de utilidade estritamente côncava em relação às rendas. Além disso, o fato de existirem múltiplas medidas razoáveis de desigualdade levou a um trabalho considerável sobre os fundamentos axiomáticos comuns e distintos para várias dessas medidas.

## Conexão com a curva de Lorenz

Diagrama que mostra a área a compreendida entre a curva de Lorenz e a linha de igualdade na diagonal de 45º

Existe uma correspondência entre o critério de Pigou-Dalton e aquele associado à curva de Lorenz: uma vez realizada uma transferência de Pigou-Dalton, de uma pessoa de maior renda para uma pessoa de menor renda, a curva de Lorenz associada à nova distribuição está sempre acima daquela correspondente à primeira distribuição (refletindo uma menor desigualdade).
Assim, se considerarmos duas curvas de Lorenz, podemos obter a que corresponde à situação menos desigual da outra por um certo número de transferências de Pigou-Dalton.
Dito de outra forma, qualquer transferência de renda de uma pessoa mais pobre para uma pessoa mais rica deve aumentar a medida de desigualdade, ou distanciar a curva de Lorenz da reta de igualdade perfeita.

## Formalização
Considere uma população finita de tamanho {\displaystyle N}. Notamos  {\displaystyle y_{k}}  a renda do indivíduo {\displaystyle k} ({\displaystyle k\in \{1,\dots ,N\}}). Denotamos por {\displaystyle \mathbf {y} =(y_{1},\ldots ,y_{k},\ldots ,y_{N})} o vetor renda e por {\displaystyle I} uma medida de desigualdade, tal que {\displaystyle I(\mathbf {y} )} representa o valor tomado por {\displaystyle I} no vetor {\displaystyle \mathbf {y} }. Em outras palavras, {\displaystyle I} é uma função matemática que, dado o vetor {\displaystyle \mathbf {y} }, retorna um número real positivo que reflete o grau de desigualdade da distribuição {\displaystyle \mathbf {y} }.

## Exemplos
- A função igualitária: {\displaystyle W(u)=\min(u_{1},u_{2})} satisfaz o PDP em um sentido forte: quando a utilidade é transferida dos ricos para os pobres, o valor do estritamente aumenta.
- A função utilitária: {\displaystyle W(u)=u_{1}+u_{2}} satisfaz o PDP em um sentido fraco: quando a utilidade é transferida dos ricos para os pobres, o valor de não aumenta, mas também não diminui.
- A função viola o PDP: {\displaystyle W(u)=u_{1}^{2}+u_{2}^{2}} quando a utilidade é transferida dos ricos para os pobres, o valor de {\displaystyle W} diminui estritamente.
- O Índice de Atkinson e o índice de entropia generalizada relacionado satisfazem o princípio: qualquer transferência de alguém relativamente mais pobre para alguém relativamente mais rico aumentará a desigualdade medida pelo índice. Para o índice de Atkinson, isso é válido quando o parâmetro de aversão à desigualdade é não negativo, o que é o caso definidor.